# Criobolo
El criobolio era un sacrificio expiatorio que se ofrecía a la diosa Cibeles, conocida como Magna mater (gran madre) o Matris deum (madre de los dioses). 
Esta clase de sacrificios, según parece, no empezaron hasta el principio del siglo II d. C. Prudencio nos da de ellos la siguiente descripción: 
Hacían en la tierra un profundo hoyo que tapaban luego con tablas horadadas. Revestido el gran sacerdote con todo el aparato de su dignidad y con más frecuencia aún, la persona que necesitaba de esta expiación descendía al hoyo y se derramaba sobre sus vestidos salpicando su cabeza, ojos, boca y orejas con la sangre humeante de la víctima inmolada sobre esta especie de puente horadado.
El sacrificio de un toro se llamaba taurobolio, el de un cordero criobolio y el de una cabra, egobolio. Degollada la víctima la retiraban los sacerdotes y entonces la persona salía del hoyo salpicada toda de sangre, presentándose en este estado al pueblo, quien se prosternaba delante de ella y era considerada desde entonces como santificada por espacio de veinte años. Grutero habla sin embargo de un orador que bajo el reinado de Valente y de Valentiniano, mediante tal sacrificio, fue regenerado para siempre. 
Se ofrecían estos sacrificios a Cibeles y algunas veces también a Atis y se encargaban con mucha frecuencia de los gastos, las ciudades y las provincias. Cuando recaía en un particular se señalaba por lo común con una inscripción. Eran igualmente admitidas en este sacrificio las mujeres y podían recibirlo al mismo tiempo dos personas. Finalmente, duraba tres días consecutivos, debiéndose verificar en uno de estos, a media noche, por cuyo motivo se llamaba Mesonictium. En los Taurobolios se consagraban las astas del toro, lo que se llamaba Tauri vires exigere.